# Misumenoides variegatus
Misumenoides variegatus là một loài nhện trong họ Thomisidae.
Loài này thuộc chi Misumenoides. Misumenoides variegatus được Cândido Firmino de Mello-Leitão miêu tả năm 1941.